# Stenothericles porcellus
Stenothericles porcellus är en insektsart som först beskrevs av Miller, N.C.E. 1936.  Stenothericles porcellus ingår i släktet Stenothericles och familjen Thericleidae. Inga underarter finns listade i Catalogue of Life.